# Trebichté
Trebichté (en macédonien Требиште) est un village de l'ouest de la Macédoine du Nord, situé dans la municipalité de Mavrovo et Rostoucha. Le village comptait 765 habitants en 2002.

## Démographie
Lors du recensement de 2002, le village comptait :
- Macédoniens : 303
- Turcs : 277
- Albanais : 159
- Bosniaques : 18
- Autres : 8